# Douroula
Douroula è un dipartimento del Burkina Faso classificato come comune, situato nella provincia  di Mouhoun, facente parte della Regione di Boucle du Mouhoun.
Il dipartimento si compone del capoluogo e di altri 11 villaggi: Bladi, Kankono, Kassakongo, Kerebe, Kirikongo, Koussiri, Noraotenga, Sa, Souma, Tora e Toroba.